# Dvorní divadlo manželů Černínových
Dvorní divadlo manželů Petry a Zdeňka Černínových vzniklo v roce 2011 jako letní divadlo pro Lednicko-valtický areál s myšlenkou oživit zdejší prostory a propojit kulturně-historický odkaz místa se současným živým uměním. Založil ho herec, dramaturg a divadelní režisér Zdeněk Černín. Vytyčilo si za cíl přinést do českých, ale především jihomoravských divadelních vod pojetí, které dle názoru zakladatele v záplavě různých projektů chybělo. V březnu 2020 divadlo ukončilo svoji činnost. 

## Scény
Pro každou konkrétní hru divadlo hledalo nejvhodnější prostor v rámci Lednicko-valtického areálu. Domácí scénou byl dvůr chalupy zakladatele divadla Zdeňka Černína v Hlohovci, Chalupky 110. Dalším prostorem byla terasa Čestného nádvoří Státního zámku Lednice a při nepříznivém počasí Rytířský sál.
Divadlo působilo také v Mikulově, v prostorách Clubu №292. Poslední scénou byly prostory historického sklepení domu U Tří knížat v Brně na ulici Jánská 12.

## Repertoár
První sezonu divadlo odehrálo na dvorku chalupy zakladatele divadla v Hlohovci a repertoár tvořila jediná hra. Další čtveřice her se již hrála nejen v Hlohovci, ale i na terase či v Rytířském sále lednického zámku i ve Valtickém Podzemí. Pravidelný provoz kulturního fenoménu Břeclavska, Dvorního divadla, začínal vždy úderem letních prázdnin. Po získání třetí scény ve sklepení historického domu U Tří knížat v Brně se hrálo již od března. 
- Enigmatické variace aneb Komedie o lásce, Eric-Emmanuel Schmitt
- Když umírá herec, Miro Gavran
- Kumšt, Yasmina Reza
- Kykyryký, Vítězslav Kudláč
- Lakomec, Molière – Zdeněk Černín
- Manželské vraždění, Eric – Emmanuel Schmitt
- A taková to byla láska, Anna Gavalda
- Loutka, Miro Gavran